# South Valley (Novo México)
South Valley é uma Região censo-designada localizada no estado americano de Novo México, no Condado de Bernalillo.

## Demografia
Segundo o censo americano de 2000, a sua população era de 39.060 habitantes.

## Geografia
De acordo com o United States Census Bureau tem uma área de
78,3 km², dos quais 76,5 km² cobertos por terra e 1,8 km² cobertos por água.

## Localidades na vizinhança
O diagrama seguinte representa as localidades num raio de 20 km ao redor de South Valley.